# Billy Gabor
William A. Gabor, detto Billy (Binghamton, 13 maggio 1922 – Jupiter, 4 giugno 2019), è stato un cestista statunitense, professionista nella NBL e nella NBA.

## Carriera
Venne selezionato dai Rochester Royals nel Draft BAA 1948.

## Palmarès
- Campionato NBA: 1

Syracuse Nationals: 1955
- NBA All-Star (1953)